# Амиду
Амиду (творческий псевдоним — Хамиду Бен Мессауда) (араб. حميدو بنمسعود‎; 2 августа 1935, Рабат — 19 сентября 2013, Париж) — французский актёр театра, кино и телевидения марокканского происхождения.

## Биография
Сын мирового судьи. Его дядя был владельцем сети кинотеатров, что дало шанс юному Амиду ознакомиться с большим количеством фильмов.
В 17-летнем возрасте отправился в Париж, чтобы поступить в Консерваторию драматического искусства. Дебютировал на театральной сцене в 1968 году.
Снимался в кино с 1969 года. Известен своим сотрудничеством с режиссёром Клодом Лелушем, у которого снялся в одиннадцати фильмах. За свою карьеру сыграл в 63 кино-, телефильмах и сериалах.

## Награды
В 1969 году Амиду был удостоен премии за лучшую мужскую роль на Международном кинофестивале в Рио-де-Жанейро (Rio de Janeiro International Film Festival) за роль в фильме Клода Лелуша «Жизнь, любовь, смерть» и Танжерском кинофестивале (за фильм Рашида Бутуна «Здесь и там»). В 2005 году получил из рук Мартина Скорсезе Премию за вклад в искусство на Международном кинофестивале в Марракеше. Также был первым марокканским актёром, получившим актёрскую премию Национальной консерватории драматического искусства.

## Избранная фильмография
- 2011 — Aïcha: La grande débrouille
- 2010 — Как пять пальцев / Comme les cinq doigts de la main
- 2008 — Айша (сериал)
- 2007 — Али-Баба и 40 разбойников / Ali Baba et les 40 voleurs
- 2006 — Двери рая / Heaven’s Doors
- 2002 — А теперь, дамы и господа — инспектор полиции
- 2001 — Шпионские игры — доктор Ахмед
- 2000 — Правила боя — доктор Ахмар
- 1998 — Бегство от прошлого / Drôle de père — Лакомб
- 1998 — Экспресс в Марракеш
- 1998 — Ронин — человек под мостом
- 1997 — Жозефина: Ангел-хранитель / Joséphine, ange gardien (сериал) — Фарид
- 1997 — Солнце /Soleil — Мокзар
- 1996 — Lalla Hoby — Хай Мусса
- 1996 — Женский бунт / L’insoumise — Мехди
- 1994 — Разоблачение / Unveiled — Брамс
- 1993 — Вино, которое убивает / Le vin qui tue — Амин Санчес
- 1993 — Prêcheur en eau trouble — комиссар
- 1992 — Джо и Милу — комиссар Фалько
- 1992 — Горячий шоколад / Amour et chocolat
- 1992 — День расплаты 2 — Си Али
- Прекрасная история / La belle histoire — Пастух
- 1992—1999 — Police Secrets (Сериал) — Амин Санчес
- 1990 — Бывают дни… Бывают ночи — полисмен
- 1989—2006 — Комиссар Наварро (сериал, 1 серия) — Рубио Манико
- 1989 — Священный союз / L’union sacrée — Ле Кабиль
- 1986 — Татуированная память / Champagne amer — Слим
- 1985 — Пакостник в подвязках / La nuit porte jarretelles
- 1985 — Прощай, барсук /Adieu blaireau — Пупе
- 1983 — Afghanistan pourquoi?
- 1982 — Les p’tites têtes
- 1982 — Le Prince Douzami
- 1982 — Бегство к победе/ Victory — Андре
- 1981 — Бадди едет на запад / Occhio alla penna — Орлиный глаз
- 1977 — Колдун — Кассем / Мартинез
- 1975 — Розовый бутон — Киркбейн
- 1973 — Дипломатический багаж / La Valise — лейтенант Абдул Фуад
- 1973 — Наказание / La Punition — Раймонд
- 1973 — Три миллиарда без лифта / Trois milliards sans ascenseur — Хосе
- 1971 — Смик, смак, смок / Smic Smac Smoc — Смок
- 1971 — Побег / La poudre d’escampette — Али, шкипер тунисского корабля
- 1971 — Обратный отсчёт / Comptes à rebours — Мэйси
- 1970 — Мошенник / Le voyou – Билл
- 1969 — Жизнь, любовь, смерть / La vie, l’amour, la mort — Франсуа Толедо
- 1968 — Капитуляция — Этьен
- 1967 — Дом с деньгами / Fleur d’oseille — Френсис
- 1967 — Жить, чтобы жить — фотограф
- 1966 — Бригада по борьбе с бандитизмом / Brigade antigangs — «Сломанный нос»
- 1965 — Великие мгновения /Les grands moments — Роже Ами
- 1964 — Девушка и ружья / Une fille et des fusils
- 1962 — Инспектор Леклерк проводит расследование / L’inspecteur Leclerc enquête (Сериал) — человек в серой куртке
- 1960 – Человеческая сущность / Le propre de l’hom